# Guy Petit
Pour les articles homonymes, voir Petit (patronyme).
 (mars 2024).
Guy Petit est un homme politique français, né le 23 novembre 1905 à Biarritz (Pyrénées-Atlantiques) et décédé le 31 octobre 1988 à Biarritz.

## Biographie
Fils de Joseph Petit, maire de Biarritz de 1919 à 1929, Guy Petit suit des études secondaires à Bayonne, puis poursuit un droit. Avocat à Bayonne, puis à Paris, ses premiers engagements politiques le situent à l'extrême-droite : membre des Volontaires nationaux en 1934, il est aussi un des animateurs du Parti social français dans les Basses-Pyrénées.
Bien que réformé pour son état de santé en 1939, il demande à être mobilisé en juin 1940. Par la suite, il s'engage dans la résistance, au sein des Forces Françaises de l'Intérieur, et entre en clandestinité en mars 1943.
Après la guerre, il est élu maire de Biarritz en 1945, fonction qu'il conserve jusqu'aux élections de 1977. En juin 1946, il mène une liste de droite pour l'élection de la seconde constituante, et obtient 16,0 % des voix, ce qui lui permet d'être élu député, et s'inscrit au groupe des Républicains indépendants. Il s'oppose au projet de constitution issu d'un « tripartisme » qu'il combat, mais qui est adopté par référendum.
Réélu en novembre, avec 19,8 % des voix, il est un parlementaire actif, intervenant principalement sur les questions économiques. Il est aussi une des voix de l'anticommunisme virulent de la droite à l'assemblée.
Il est aussi, pendant toute la Quatrième République, une plume de la presse régionale : directeur politique de la petite Nouvelle Gazette de Biarritz, il publie aussi des articles dans Sud Ouest, Nouveau Journal et L'Éclair des Pyrénées.
En 1951, il est en deuxième position sur une liste d'union de la droite avec le MRP, conduite par Pierre de Chevigné, et est réélu. Défendant une ligne libérale classique, il s'intéresse aussi aux relations entre bailleurs et locataires, et dépose en décembre 1954 une proposition de loi à ce sujet.
Figure remarquée de la droite parlementaire, il est appelé par Antoine Pinay comme secrétaire d'Etat à la présidence du conseil en mars 1952. Il reste au gouvernement sous la présidence de René Mayer, d'abord comme secrétaire d'Etat à l'agriculture, puis, à partir de février 1953, comme ministre du commerce, poste qu'il conserve jusqu'en juin 1953.
En 1956, il mène une liste soutenue par le CNI qui obtient un résultat en net recul, avec 12,2 % des voix, mais juste suffisant pour lui permettre de conserver son mandat.
Alors que les défauts des institutions de la Quatrième République apparaissent de plus en plus, il dépose en mars 1956 une proposition de loi visant à délimiter les domaines législatifs et réglementaires, qui préfigure l'esprit de la Constitution de 1958.
En novembre 1958, du fait du retour au scrutin majoritaire, il est battu aux législatives.
Candidat sans étiquette aux sénatoriales d'avril 1959, il est élu et siège au groupe des Républicains indépendants. Il conserve son mandat à deux reprises, en 1965 et 1974.
Dans son nouveau rôle, il suit tout particulièrement la question des finances locales. Un peu éloigné du premier plan de la vie politique nationale, il concentre son action sur sa ville et son département. Il est d'ailleurs élu conseiller général en 1966, dans le canton de Biarritz. Il participe à la fondation l'intercommunalité Bayonne-Anglet-Biarritz, et œuvre à développer le tourisme.
Passant d'un libéralisme économique à un libéralisme plus politique, il soutient la loi Veil sur l'IVG, la réforme du divorce de 1975, mais aussi l'abolition de la peine de mort en 1981, et les lois sur la décentralisation portées par Gaston Defferre.
À partir de la fin des années 1970, il abandonne progressivement la vie politique : il quitte la mairie en 1977, le conseil général deux ans plus tard, et ne se représente pas non plus aux sénatoriales de 1983.

## Mandats
- Député des Basses-Pyrénées de 1946 à 1958
- Sénateur UREI des Pyrénées-Atlantiques de 1959 à 1983
- Secrétaire d'État à la présidence du Conseil du gouvernement Antoine Pinay du 14 mars au 23 décembre 1952
- Secrétaire d'État à l'agriculture du gouvernement René Mayer (du 10 janvier au 11 février 1953)
- Ministre du Commerce du gouvernement René Mayer (du 11 février au 21 mai 1953)
- Ancien maire de Biarritz de 1945 à 1977
- Conseiller général de Biarritz-Ouest de 1966 à 1979